# Mikołaj Jaśkiewicz
Mikołaj Jaśkiewicz pseud. i krypt.: Eudoxus Dobrowierski; Philalethes Prawdzicki; X. J., (ur. 1717 na Rusi, zm. 23 lutego 1779 w Łowiczu) – poeta, moralista, tłumacz, kaznodzieja i pisarz religijny pochodzenia ormiańskiego.

## Życiorys
Urodził się w rodzinie ormiańskiej herbu Sulima, osiadłej na Rusi. Około roku 1737 został księdzem (nie był jezuitą, choć niektórzy biografowie mylili go z, o 26 lat starszym, Mikołajem Juśkiewiczem, jezuitą, tłumaczem Szkoły pobożności Ignacego Loyoli). Kanonik warszawski (już od roku 1762), w latach 1767-1770 pełnił funkcję sufragana kanonii kijowskiej, będąc równocześnie kanonikiem kapituły chełmskiej, a później chełmskiej i łowickiej. Łączyły go dość zażyłe stosunki z rodziną Józefa Jana Kantego Ossolińskiego wojewody wołyńskiego, z J. A. Załuskim (od roku 1759) oraz J. E. Minasowiczem, dzięki któremu został jednym ze współpracowników czasopisma Monitor (1769, 1776).

## Twórczość

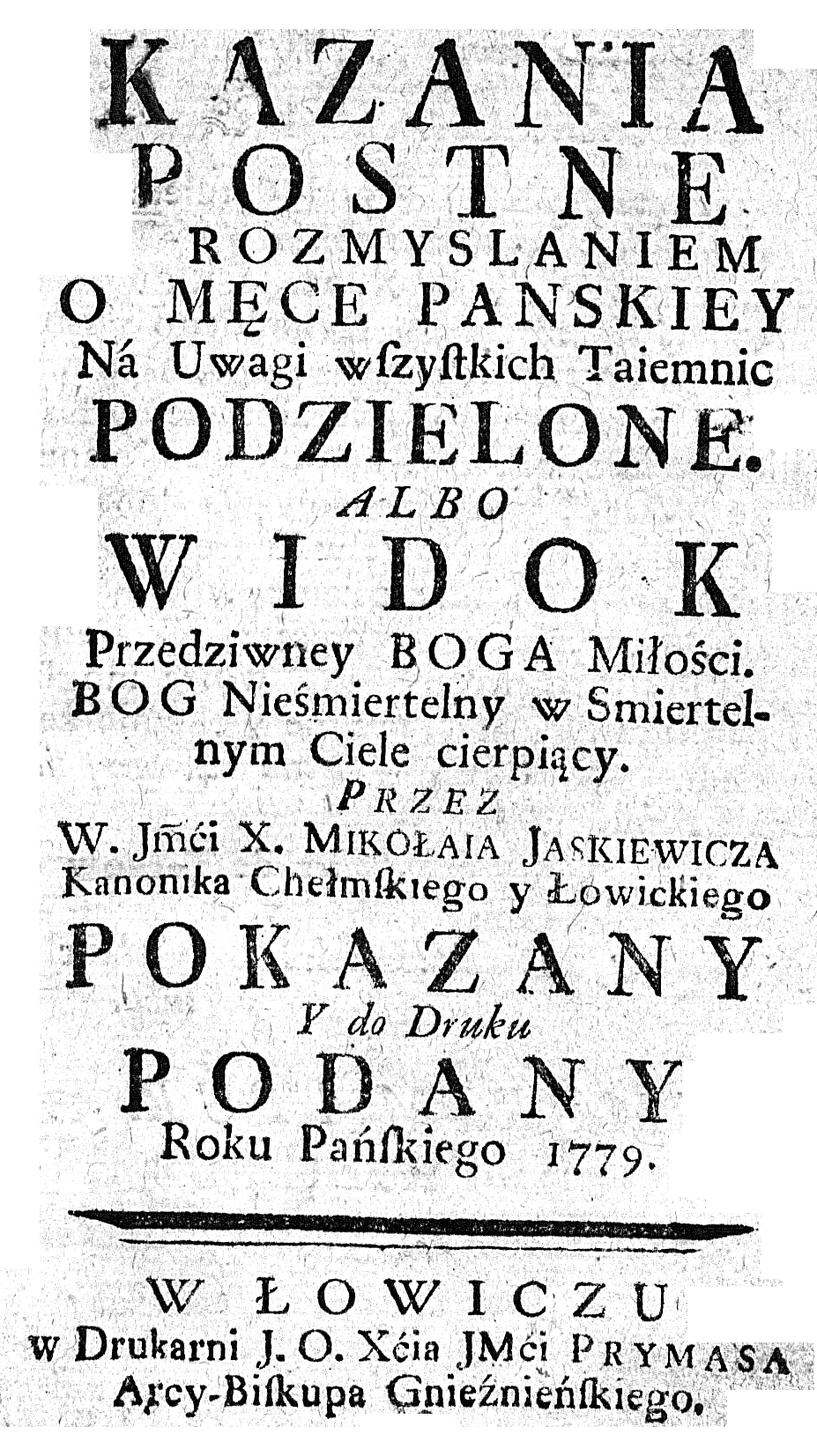
Druk religijny Mikołaja Jaskiewicza wydany w Łowiczu w 1779 roku.

Autor rozprawy Polityk chrześcijański, albo przestrogi i uwagi chrześcijańsko-polityczne wszelkiemu stanowi służące... (Warszawa 1757), skierowanej przeciw deizmowi i oświeceniowemu racjonalizmowi. Autor przekładu na język polski dzieła Bossueta Wykład nauki katolickiej... (Warszawa 1762).

### Ważniejsze utwory
1. Polityk chrześcijański, albo przestrogi i uwagi chrześcijańsko-polityczne wszelkiemu stanowi służące, przez... M. K. W. S. J. R. wydane, Warszawa 1757; wyd. 2 Warszawa 1767; dedykowane J. J. K. Ossolińskiemu; po dedykacji wiersz J. E. M. (Minasowicza): Zaleta godnej autora pracy
2. Wdzięczność obowiązanego serca przy imieninach dobroczynnych... Teresy z Stadnickich hrabiny na Tęczynie i Ossolinie Ossolińskiej, wojewodziny wołyńskiej, oświadczona, Warszawa 1762
3. Szczęśliwość życia wiejskiego. Wierszem ojczystym opisana, Łowicz (1773, z dedykacją do J. A. Załuskiego podpisaną krypt. X. J.); także (Łowicz 1773, zamiast dedykacji wiersz: "Wyprawa muzy wiejskiej do miasta"; na końcu wiersz: "Abrys ludzkiej mizerii"); rękopis (kopia) w Bibliotece Raczyńskich, sygn. 514, (zawiera ponadto w obu wydaniach wiersz: "Próżność spraw i obrotów ludzkich")
4. Życzliwość okazana podczas aktu weselnego... hrabi na Tęczynie i Ossolinie Ossolińskiego..., brak miejsca wydania 1774
5. Skarb w ziemi ukryty, nieśmiertelna w śmiertelnym ciele dusza, albo szacunek duszy ludzkiej. Przez... kanonika chełmskiego i łowickiego opisany wierszem ojczystym R. P. 1775. Dzieło pogrobkowe staraniem J. E. M. (Minasowicza) K. K. K. z rękopisma autora wydane, Warszawa 1779, (ze wstępem edytora)
6. Nabożeństwo do świętego Jana Bożego, Łowicz brak roku wydania
7. Kazania postne z rozmyślaniem o Męce Pańskiej, na uwagi wszystkich tajemnic podzielone, albo na widok przedziwnej Boga miłości... Przez... kanonika chełmskiego i łowickiego..., Łowicz 1779
8. Wyprawa duszy na drogę wieczności, albo afekta do Boga strzeliste..., Łowicz 1779; druk anonimowy, autora wskazał Minasowicz we wstępie do poz. 5; według Estreichera XVIII (1901), 506: Jaśkiewicz raczej przerobił istniejącą książkę (pod tym tytułem wydawano modlitewniki już wcześniej: Warszawa 1691, Kraków 1753, Przemyśl 1764) niż napisał oryginalną.

Ponadto ogłosił anonimowo kilka artykułów w czasopiśmie Monitor (1769: nr 89, 96, 100; 1776: nr 90).

### Przekłady
1. Jacques-Bénigne Bossuet: Wykład nauki katolickiej o tych dowodach, o których jest sprzeczka Kościoła świętego z dysydentami, po francusku spisany od..., po łacinie tłumaczony przez Klaudiusza Fleury... a po polsku z obu języków przełożony przez... kanonika warszawskiego, Warszawa 1762, (dedykowane J. A. Załuskiemu)
2. A. Pope: Oda do człowieka; tekst nieznany; fragm. cytował S. Trembecki w liście bez daty i adresata (ogł. E. Rabowicz: "Stanisław Trembecki w świetle nowych źródeł", Wrocław 1965, IBL PAN. Studia z Okresu Oświecenia nr 3, s. 464).

### Prace edytorskie
1. F. A. Muratowicz: Niepróżnujące próżnowanie, Warszawa 1759, (dedykowane przez wydawcę J. A. Załuskiemu).